# Wereldkampioenschappen zwemmen 2011 – 4×100 meter wisselslag vrouwen
De 4×100 meter wisselslag vrouwen op de wereldkampioenschappen zwemmen 2011 vond plaats op 30 juli 2011, series en finale. Omdat het zwembad waarin de wedstrijd gehouden werd 50 meter lang is, bestond de race uit acht baantjes. Na afloop van de series kwalificeren de snelste acht ploegen zich voor de finale. Regerend wereldkampioen was China. De eerste twaalf ploegen uit de series kwalificeerden zich tevens voor de Olympische Zomerspelen 2012 in Londen.

## Podium
| Goud | Goud | Zilver                                                                         | Zilver | Brons                                                                       | Brons |
| --- | ---- | ------------------------------------------------------------------------------ | ------ | --------------------------------------------------------------------------- | ----- |
| Natalie Coughlin Rebecca Soni Dana Vollmer Missy Franklin Elizabeth Pelton* Christine Magnuson* Amanda Weir* | USA  | Zhao Jing Ji Liping Lu Ying Tang Yi Gao Chang* Sun Ye* Jiao Liuyang* Li Zhesi* | CHN    | Belinda Hocking Leisel Jones Alicia Coutts Merindah Dingjan Stephanie Rice* | AUS   |

* Zwemsters van wie de namen schuingedrukt staan zwommen enkel in de series.

## Records
Voorafgaand aan het toernooi waren dit het wereldrecord en het kampioenschapsrecord
| Wereldrecord en Kampioenschapsrecord | China Zhao Jing Chen Huijia Jiao Liuyang Li Zhesi | 3.52,19 | Rome | 1 augustus 2009 |

## Uitslagen

### Series
| Rang | Namen                                                                 | Land                | Tijd    | Serie | Baan | Bijz. |
| ---- | --------------------------------------------------------------------- | ------------------- | ------- | ----- | ---- | ----- |
| 1    | Elizabeth Pelton Rebecca Soni Christine Magnuson Amanda Weir          | Verenigde Staten    | 3.56,95 | 3     | 4    | Q     |
| 2    | Anastasia Zoejeva Joelia Jefimova Irina Bespalova Veronika Popova     | Rusland             | 3.59,08 | 3     | 6    | Q     |
| 3    | Gao Chang Sun Ye Jiao Liuyang Li Zhesi                                | China               | 3.59,44 | 3     | 5    | Q     |
| 4    | Stephanie Rice Leisel Jones Alicia Coutts Merindah Dingjan            | Australië           | 3.59,62 | 2     | 4    | Q     |
| 5    | Georgia Davies Kate Haywood Jemma Lowe Amy Smith                      | Verenigd Koninkrijk | 3.59,65 | 2     | 5    | Q     |
| 6    | Aya Terakawa Satomi Suzuki Yuka Kato Haruka Ueda                      | Japan               | 4.00,08 | 1     | 4    | Q     |
| 7    | Sinead Russell Jillian Tyler Katerine Savard Chantal van Landeghem    | Canada              | 4.00,72 | 3     | 3    | Q     |
| 8    | Jenny Mensing Sarah Poewe Sina Sutter Daniela Schreiber               | Duitsland           | 4.00,90 | 2     | 3    | Q     |
| 9    | Mie Nielsen Rikke Møller Pedersen Jeanette Ottesen Pernille Blume     | Denemarken          | 4.01,60 | 1     | 3    |       |
| 10   | Sarah Sjöström Joline Höstman Martina Granström Ida Marko-Varga       | Zweden              | 4.02,71 | 1     | 5    |       |
| 11   | Femke Heemskerk Moniek Nijhuis Inge Dekker Maud van der Meer          | Nederland           | 4.03,20 | 2     | 7    |       |
| 12   | Duane da Rocha Marina Garcia Judit Ignacio Maria Fuster               | Spanje              | 4.03,98 | 2     | 6    |       |
| 13   | Alexianne Castel Sophie de Ronchi Aurore Mongel Camille Muffat        | Frankrijk           | 4.04,05 | 3     | 2    |       |
| 14   | Elena Gemo Chiara Boggiatto Ilaria Bianchi Federica Pellegrini        | Italië              | 4.04,74 | 1     | 6    |       |
| 15   | Karin Prinsloo Suzaan van Biljon Vanessa Mohr Leone Vorster           | Zuid-Afrika         | 4.04,97 | 1     | 2    |       |
| 16   | Anni Alitalo Jenna Laukkanen Emilia Pikkarainen Hanna-Maria Seppälä   | Finland             | 4.08,47 | 1     | 7    |       |
| 17   | Etiene Medeiros Carolina Mussi Daynara de Paula Tatiana Lemos Barbosa | Brazilië            | 4.14,52 | 3     | 7    |       |
| —    |                                                                       | Zuid-Korea          |         | 2     | 2    | DNS   |

### Finale
| Rang   | Namen                                                             | Land                | Tijd    | Baan | Bijz. |
| ------ | ----------------------------------------------------------------- | ------------------- | ------- | ---- | ----- |
| Goud   | Natalie Coughlin Rebecca Soni Dana Vollmer Missy Franklin         | Verenigde Staten    | 3.52,36 | 4    |       |
| Zilver | Zhao Jing Ji Liping Lu Ying Tang Yi                               | China               | 3.55,61 | 3    |       |
| Brons  | Belinda Hocking Leisel Jones Alicia Coutts Merindah Dingjan       | Australië           | 3.57,13 | 6    |       |
| 4      | Anastasia Zoejeva Joelia Jefimova Irina Bespalova Veronika Popova | Rusland             | 3.57,38 | 5    |       |
| 5      | Aya Terakawa Satomi Suzuki Yuka Kato Yayoi Matsumoto              | Japan               | 3.57,84 | 7    |       |
| 6      | Georgia Davies Stacey Tadd Ellen Gandy Francesca Halsall          | Verenigd Koninkrijk | 4.01,09 | 2    |       |
| —      | Sinead Russell Jillian Tyler Katerine Savard Julia Wilkinson      | Canada              |         | 1    | DSQ   |
| —      | Jenny Mensing Sarah Poewe Sina Sutter Daniela Schreiber           | Duitsland           |         | 8    | DSQ   |